# Pearl (Album)
Pearl ist das zweite Studioalbum von Janis Joplin und ihrer letzten Formation The Full Tilt Boogie Band, das im Januar 1971, drei Monate nach Joplins Tod, bei Columbia Records veröffentlicht wurde.

## Hintergrund
Nachdem Joplin 1968 Big Brother and the Holding Company verlassen hatte, nahm sie im Juni 1969 ihr erstes Soloalbum I Got Dem Ol’ Kozmic Blues Again Mama! auf. Der Nachfolger Pearl wurde zwischen September und Oktober 1970 in Hollywood eingespielt. Begleitet wurde Joplin im Studio von der Full Tilt Boogie Band, deren Mitglieder John Till, Richard Bell, Clark Pierson, Brad Campbell und Ken Pearson waren. Pearl ist das letzte Joplin-Album, an dem die Sängerin mit der markanten Stimme selber mitwirkte. Sie starb am 4. Oktober 1970 an einer Überdosis Heroin. Das Albumcover zeigt ein Foto von Joplin, welches von Barry Feinstein gemacht wurde. Gestaltet wurde die Hülle von Tom Wilkes. Pearl stand in den USA neun Wochen lang auf Nummer 1 der Billboard 200. Mit über 4 Millionen verkauften Einheiten wurde es 2000 mit vierfachem Platin-Status zertifiziert. Auch in Australien, Kanada, Norwegen und den Niederlanden erreichte Pearl die Spitzenposition der Albumcharts.

## Titelliste
Seite A
1. Move Over (Janis Joplin) – 3:40
2. Cry Baby (Jerry Ragovoy, Bert Berns) – 3:55
3. A Woman Left Lonely (Dan Penn, Spooner Oldham) – 3:26
4. Half Moon (John Hall) – 3:50
5. Buried Alive in the Blues (Nick Gravenites) – 2:23
Seite B
6. My Baby (J. Ragovoy, Mort Shuman) – 3:43
7. Me and Bobby McGee (Kris Kristofferson, Fred Foster) – 4:28
8. Mercedes Benz (J. Joplin, Michael McClure) – 1:45
9. Trust Me (Bobby Womack) – 3:14
10. Get It While You Can (J. Ragovoy, M. Shuman) – 3:22
Beim Song Buried Alive in the Blues fehlt die Vokalspur, weil Janis Joplin kurz vor der geplanten Aufnahme starb.

## Bonustracks
Festival Express Tour 4. Juli 1970
1. Tell Mama (Clarence Carter, Marcus Daniel, Wilbur Terrell) – 6:32
2. Little Girl Blue (Richard Rodgers, Lorenz Hart) – 3:50
3. Try (Just a Little Bit Harder) (J. Ragovoy, Chip Taylor) – 6:52
4. Cry Baby (J. Ragovoy, B. Berns) – 6:29
2005 Legacy Edition
1. Happy Birthday, John (Happy Trails) (Dale Evans) – 1:12
2. Me and Bobby McGee (Demo) (K. Kristofferson, F. Foster) – 4:46
3. Move Over (Alternate Version) (J. Joplin) – 4:27
4. Cry Baby (Alternate Version) (J. Ragovoy, B. Berns) – 6:29
5. My Baby (Alternate Version) (J. Ragovoy, M. Shuman) – 3:59
6. Pearl (J. Joplin, R. Bell, K. Pearson, J. Till, B. Campbell, C. Pierson) – 4:29
2005 Legacy Edition: Live from the Festival Express Tour
17. Tell Mama (Clarence Carter, Marcus Daniel, Wilbur Terrell) – 6:49
18. Half Moon (J. Hall, Johanna Hall) – 4:38
19. Move Over (J. Joplin) – 4:41
20. Maybe (Richard Barrett) – 3:57
21. Summertime (Ira Gershwin, DuBose Heyward, George Gershwin) – 4:39
22. Little Girl Blue (R. Rodgers, L. Hart) – 5:10
23. That’s Rock ’n’ Roll (J. Joplin, R. Bell, K. Pearson, J. Till, B. Campbell, C. Pierson) – 5:03
24. Try (Just a Little Bit Harder) (J. Ragovoy, C. Taylor) – 9:11
25. Kozmic Blues (J. Joplin, Gabriel Mekler) – 5:29
26. Piece of My Heart (J. Ragovoy, B. Berns) – 5:21
27. Cry Baby (J. Ragovoy, B. Berns) – 5:21
28. Get It While You Can (J. Ragovoy, M. Shuman) – 7:20
29. Ball and Chain (Willie Mae Thornton) – 8:15

## Rezeption
Das Album wurde sehr positiv rezensiert. Ferner belegt Pearl Platz 125 der 500 besten Alben aller Zeiten der Musikzeitschrift Rolling Stone. Der Song Me and Bobby McGee erreichte Platz 148 der 500 besten Songs aller Zeiten. Der New Musical Express wählte es auf Platz 207 der 500 besten Alben aller Zeiten. Pearl gehört zu den 1001 Albums You Must Hear Before You Die. Die Single Me and Bobby McGee wurde 2002 in die Grammy Hall of Fame aufgenommen, das Album folgte 2010. Das National Public Radio wählte Pearl auf Platz 8 der 150 besten Alben, die von Frauen gemacht wurden.

## Trivia
- 1972 kam Pearl auf LP als Quadrofonie-Version mit vier Tonkanälen auf den Markt.
- 1984 erschien das Album erstmals auf CD.
- 2016 veröffentlichte das Mobile Fidelity Sound Lab Pearl in der Reihe „Original Master Recording“ auf SACD.